# Rantemario
Der Rantemario (Indonesisch: Bulu Rantemario) ist der höchste Berg auf Sulawesi und liegt in der Provinz Sulawesi Selatan. Es gibt allerdings Quellen, die den nahegelegenen Gunung Rantekombola als höchsten Berg der Insel bezeichnen.